# Жубрув
Жубрув (пол. Żubrów) — село в Польщі, у гміні Суленцин Суленцинського повіту Любуського воєводства.
Населення — 738 осіб (2011).
У 1975—1998 роках село належало до Гожовського воєводства.

## Демографія
Демографічна структура станом на 31 березня 2011 року:
|          | Загалом | Допрацездатний вік | Працездатний вік | Постпрацездатний вік |
| -------- | ------- | ------------------ | ---------------- | -------------------- |
| Чоловіки | 374     | 100                | 256              | 18                   |
| Жінки    | 364     | 92                 | 212              | 60                   |
| Разом    | 738     | 192                | 468              | 78                   |